# Gabriel Tual
Gabriel Tual (Villeneuve-sur-Lot, 9 april 1998) is een Frans atleet  die is gespecialiseerd in de 800 m. Hij nam eenmaal deel aan de Olympische Spelen en won hierbij geen medaille.

## Biografie
In 2021 nam Tual deel aan de uitgestelde Olympische Spelen van 2020 in Tokio. Dankzij een persoonlijk record in de halve finale kon Tual zich kwalificeren voor de finale van de 800 meter. In deze finale eindigde Tual op de zevende plaats. In de finale van de 800 meter op de WK van 2022 eindigde Tual 6e.

## Titels
- Europees kampioen 800 m - 2024

## Persoonlijke records

### Outdoor
| Afstand | Prestatie    | Datum       | Plaats   |
| ------- | ------------ | ----------- | -------- |
| 400 m   | 47,79 s      | 8 mei 2022  | Bordeaux |
| 800 m   | 1.41,61 (NR) | 7 juli 2024 | Parijs   |
| 1500 m  | 3.52,12      | 29 mei 2019 | Lormont  |

### Indoor
| Afstand | Prestatie | Datum            | Plaats       |
| ------- | --------- | ---------------- | ------------ |
| 800 m   | 1.47,35   | 27 februari 2022 | Miramas      |
| 1000 m  | 2.19,84   | 14 februari 2022 | Val-de-Reuil |
| 1500 m  | 3.56,23   | 28 januari 2018  | Bordeaux     |

## Prestaties

### 800 m
Kampioenschappen
- 2018: 5e in series EK - 1.47,26
- 2018: 5e in series Middellandse Zeespelen - 1.49,89
- 2021: 7e OS - 1.46,03
- 2022: 7e in ½ fin. EK - 1.47,70
- 2022: 6e WK - 1.45,49
- 2024:  EK - 1.44,87

Diamond League-podiumplaatsen
- 2022:  BAUHAUS-galan - 1.45,29
- 2022:  Meeting International Mohammed VI d'Athlétisme de Rabat - 1.45,79